# 古斯塔夫王子冰架
64°15′S 58°30′W / 64.250°S 58.500°W
古斯塔夫王子冰架是南極洲的冰架，位於古斯塔夫王子海峽南部，長28公里，其中包括羅斯灣，1990年冰架後退和崩塌，海峽其後在1995年重新開通。